# Justus Hecker

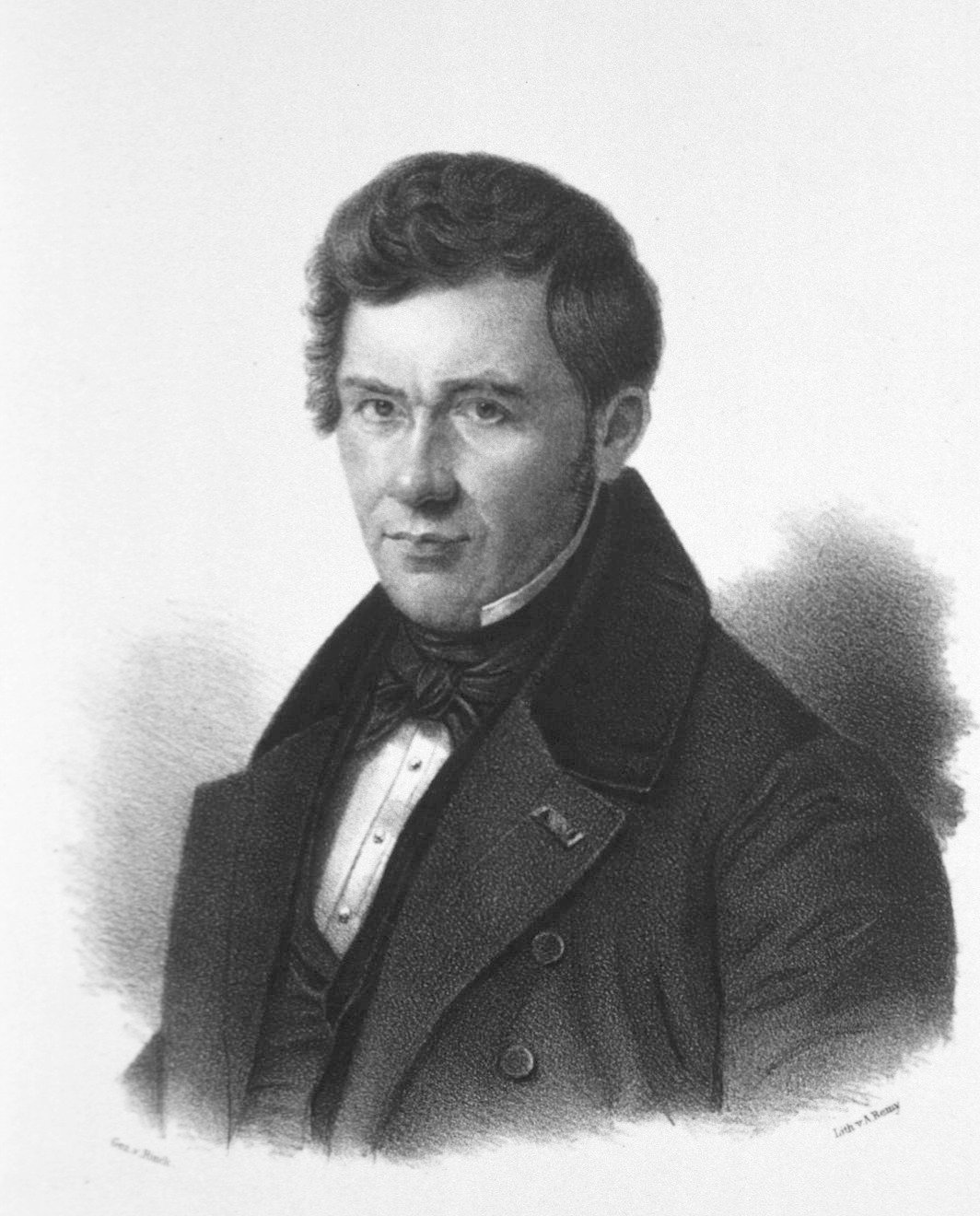
Justus Hecker

Justus Friedrich Karl Hecker, auch Carl (* 5. Januar 1795 in Erfurt; † 11. Mai 1850 in Berlin) war ein deutscher Medizinhistoriker und Hochschullehrer.

## Leben und Wirken
Hecker war ein Sohn des Arztes und Erfurter Hochschullehrers August Friedrich Hecker (1763–1811). 1805 übersiedelte die Familie von Erfurt, wo der Vater seit 1790 Professor für Medizin war, nach Berlin, wo der Vater eine Professur für Medizin am Collegium medico-chirurgicum antrat. Er studierte an der Universität Berlin Medizin und war im Corps Marchia I aktiv. 1813 nahm er als Freiwilliger an den Befreiungskriegen teil. Nach Kriegsende setzte er sein Studium in Berlin fort. Im Juli 1817 wurde er zum Doktor der Medizin promoviert. Er habilitierte sich im November desselben Jahres und wurde Privatdozent. Bereits 1818 hielt er auch Vorlesungen über Medizingeschichte. 1822 wurde er zum Extraordinarius und 1834 mit einem selbständigen Ordinariat für Geschichte und Enzyklopädie der Medizin zum ersten o. Professor für Geschichte der Medizin Berlins ernannt. Diese Stelle bekleidete er bis zu seinem Tod. 1844/45 war er Rektor der Friedrich-Wilhelms-Universität.
Hecker arbeitete an dem von den Professoren der medicinischen Fakultät zu Berlin herausgegebenen Encyclopädischen Wörterbuch der medicinischen Wissenschaften mit. Er gilt als Begründer der Historischen Pathologie, die sich mit der Geschichte der Seuchen befasst. Seine ersten bedeutenden Arbeiten auf diesem Gebiet waren 1832 Der schwarze Tod im 14. Jahrhundert und Die Tanzwuth, eine Volkskrankheit im Mittelalter. Beide Schriften sind ins Englische, die zweite auch ins Französische und Italienische übersetzt worden. Zwei Jahre später veröffentlichte er Der englische Schweiß. Ein ärztlicher Beitrag zur Geschichte des 15. und 16. Jahrhunderts, dann die kleine Arbeit De peste Antoniniana (1835). Die späteren Schriften sind genannt in Engelmann: Bibliotheca medico-chirurgica 1848, S. 231 und 1868, S. 100. Ein vollständiges Verzeichnis von Heckers Schriften bis 1839 findet sich in Callisen: Medizinisches Schriftstellerlexikon, Bd. VIII. S. 235 und Bd. XXVIII. S. 424.

## Familie
Seit 1. Mai 1824 war Justus Hecker verheiratet mit Lydia Wilhelmine Hecker, geb. Paalzow (* 10. Dezember 1801 in Marienwerder; † 28. August 1871 in Berlin), Tochter des Domänenrats Wilhelm Paalzow und der Marie Wilhelmine, geb. Schelske. Unter dem Namen Luise Hecker, später auch unter ihrem Vornamen Lydia, trat sie als Lyrikerin hervor.
Der spätere Gynäkologe Karl von Hecker (1827–1882) war eines ihrer Kinder.

## Schriften

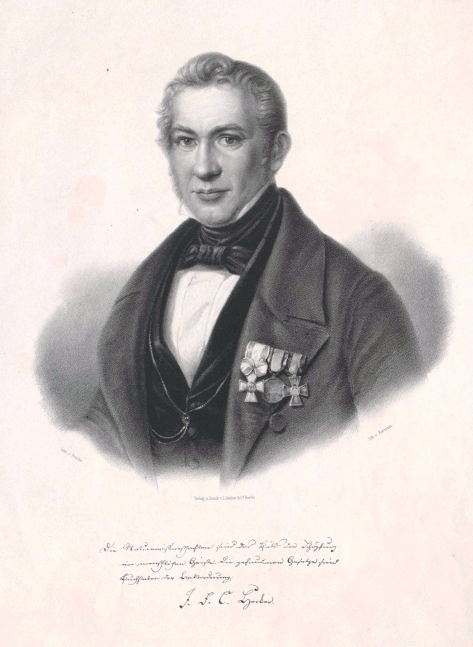
Justus Hecker (Lithographie, vor 1851)

- Geschichte der Heilkunde. Nach den Quellen bearbeitet. Enslin, Berlin 1822–1829. (umfasst die Zeit von 2000 v. Chr. bis zum Untergang des griechischen Kaisertums 1453), Band 1, Band 2
- Die Tanzwuth, eine Volkskrankheit im Mittelalter: nach den Quellen für Aerzte und gebildete Nichtärzte bearbeitet. Enslin, Berlin 1832 – Hecker, Justus Friedrich Carl (1832)
- Der schwarze Tod im vierzehnten Jahrhundert: Nach den Quellen für Ärzte und gebildete Nichtärzte bearbeitet. Herbig, Berlin 1832. Englische Ausgabe 1833 Deutsche Ausgabe 1832; Neudruck Walluf 1973.
- Ueber die Volkskrankheiten. Eine Rede. Enslin, Berlin 1832.
- Der englische Schweiß. Ein ärztlicher Beitrag zur Geschichte des fünfzehnten und sechszehnten Jahrhunderts. Berlin 1834. Digitalisat
- Geschichte der neueren Heilkunde, Enslin 1839, Online
- Kinderfahrten. Eine historisch-pathologische Skizze. Schade, Berlin 1845.
- Ueber Sympathieen (1846)
- Ueber Visionen (Psychologische Studie zur Geschichte der Jeanne d’Arc). Eine Vorlesung gehalten im wissenschaftlichen Verein zu Berlin am 29. Januar 1848. Enslin, Berlin 1848.
- Die großen Volkskrankheiten des Mittelalters. Historisch-pathologische Untersuchungen. Gesammelt und in erweiterter Bearbeitung herausgegeben von Dr. August Hirsch. Enslin, Berlin 1865. – Hecker, Justus Friedrich Carl (1865) in der Wikiversity, Online
- The black death and the dancing mania, Cassell 1888, Online bei Gutenberg.

Hecker war zudem Herausgeber von Wissenschaftliche Annalen der gesammten Heilkunde bzw. Neue wissenschaftliche Annalen.

## Ehrungen
- Geheimer Medizinalrat
- Roter Adlerorden III. Klasse mit Schleife
- Orden der Württembergischen Krone (Goldene Verdienstmedaille)
- Orden des Heiligen Wladimir
- Sankt-Stanislaus-Orden II. Klasse
- Leopoldsorden (Belgien)